# Eickel Pils

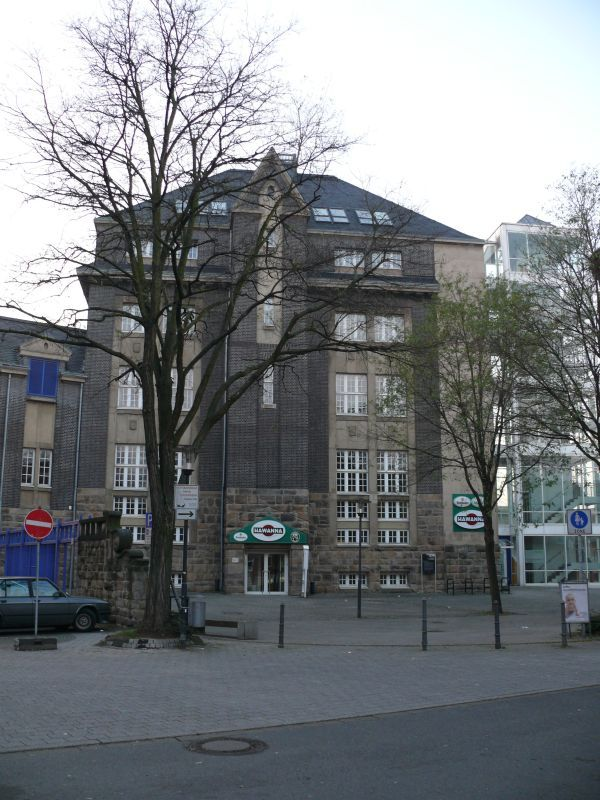
Ehemalige Hülsmann-Brauerei, Herstellungsort des Eickel Pils

Eickel Pils, kurz auch einfach Eickel genannt, war bis 1992 eine Marke der Brauerei Hülsmann im Herner Stadtteil Eickel. 

## Geschichte
In den 1970er Jahren wurde das Bier unter der Bezeichnung Hülsmann Pils, Exportbierbrauerei Hülsmann Wanne-Eickel vertrieben. Nach Schließung der Brauerei 1992 verschwand die Regionalmarke vom Markt. Vereinzelt sind im Herner Stadtgebiet noch alte Werbezüge des Bieres erhalten. Dem roten Schriftzug ist ein an das Wappen der Ritter von Eickel angelehntes Bild beigefügt. Ehemalige Werbeartikel sowie Kneipenstühle, Leuchtreklamen und Krüge der Brauerei erfreuen sich bei Sammlern großer Beliebtheit.
2010 belebte eine kleine, dreiköpfige Unternehmergesellschaft die Marke wieder. Erhältlich war das sogenannte Hülsmann-Festtagsbier (ein Exportbier) zunächst nur auf Bestellung, inzwischen wird das Festtagsbier sowie ein Hülsmann Sommerbier (Pils) auch in einigen Spezialitätenmärkten im Ruhrgebiet verkauft.